# Агама бородата центральна
Агама бородата центральна (Pogona vitticeps) — вид ящірок роду бородатих агам родини агамових.

## Опис
Загальний розмір сягає 50-60 см. Голова велика, має трикутну форму і обрамлена колючками, з боків розташовані слухові отвори. . Шия дещо витягнута. Наділений характерним шийним мішком, який в моменти небезпеки або шлюбного загравання роздувається набуваючи темного забарвлення, в якому переважають жовтуваті, сірі або коричневі кольори. Тулуб стиснутий, має еліпсоїдну форму, довжина хвоста в 1,5 рази перевищує довжину тіла. Луска у вигляді колючих шипів розташована тулубом рядками, переважно з боків, збільшуючи тим самим видимі розміри тіла. Завдяки незвичайній будові луски, має екзотичний і хижий вид. У самців основа хвоста потовщена.
У забарвленні переважають жовтуваті, сірі або коричневі тони. Колір може змінюватися в залежності від температури і стану тварини. У дорослих малюнок практично відсутній, у молодих — плями і смуги на спині та боках утворюють правильні геометричні візерунки.

## Спосіб життя
Зустрічається у посушливих пустелях і напівпустелях, сухих лісах і в кам'янистій місцевості. Веде наземний і напівдеревний спосіб життя. У разі загрози, розплющує своє тіло, роздуває «бороду» і відкриває пащу — така поведінка візуально збільшує розміри агами і відлякує ворогів.
Живиться комахами, дрібними гризунами і птахами, в раціон ящірки в значно меншому співвідношенні також входить і рослинна їжа, яка становить всього 20 % раціону. Вологу отримує через їжу. Під час дощу, нахиляє тіло вперед і п'є воду, що стікає тулубом.
Стать визначається хромосомами: ZW — у самиць і ZZ — у самців, але є залежність від температури в інкубаційний період. Статевозрілою стає на 2 році життя. Самці під час парування демонструють яскраве забарвлення горла, підводячись на передніх лапах і роблячи кивки головою. Готові до спаровування самиці демонструють самцям свою згоду різними рухами голови і маніпуляціями хвоста. Після цього, самці переслідують самок, наздогнавши, прихоплюють їх зубами, утримують і вводять геміпеніси. Копуляції тривають недовго до 5 хвилин. Після спарювання, через 45-65 днів, самки відкладають яйця. Для цього їм потрібно вирити нору завдовжки 40 см. Кількість яєць в кладці становить від 9 до 25 штук. Через 65-90 днів, а при температурі 30-31°С - через 55-60 днів, з яєць вилуплюються малята, які починають живитися після засвоєння жовткового запасу. Самка відкладає за сезон 2 кладки.

## Розповсюдження
Є ендеміком Австралії. Мешкає на території штатів Квінсленд, Новий Південний Уельс, на північному заході штату Вікторія, на сході штату Південна Австралія і південному сході штату Північна Територія.